# Magdalenki (Grande-Pologne)
Pour les articles homonymes, voir Magdalenki.
Magdalenki (prononciation : [maɡdaˈlɛnki], en allemand : Klein Huben) est un village polonais de la gmina de Pępowo dans le powiat de Gostyń de la voïvodie de Grande-Pologne dans le centre-ouest de la Pologne.
Il se situe à environ 4 kilomètres au sud-est de Pępowo (siège de la gmina), à 19 kilomètres au sud-est de Gostyń (siège du powiat) et à 76 kilomètres au sud de Poznań (capitale régionale).

## Histoire
De 1975 à 1998, le village faisait partie du territoire de la voïvodie de Leszno.

Depuis 1999, Magdalenki est situé dans la voïvodie de Grande-Pologne.